# Опатов (Требич)
Опатов (чеш. Opatov) је насељено мјесто са административним статусом варошице (чеш. městys) у округу Требич, у крају Височина, Чешка Република.

## Становништво
Према подацима о броју становника из 2014. године насеље је имало 740 становника.